# Big Brother 2003
Big Brother V.I.P. var tredje sæson af realityshowet Big Brother Danmark og var for de kendte.

## Deltagere
- Thomas Bickham, 1. pladsen
- Helle ”Pil” Hartmann Kragenskjold, 2. pladsen
- Michael Teschl, 3. pladsen
- Morten Messerschmidt
- Brigitte Nielsen
- Gigi Fredie Pedersen
- Carl-Mar Møller
- Kira Eggers
- Bashy Quraishy
- Helena Blach Lavrsen
- Lise Lotte Lohmann
- Majsa Juel
- Moses Hansen

3. sæson blev vundet af Thomas Bickham.
 Der er for få eller ingen kildehenvisninger i denne artikel, hvilket er et problem. Du kan hjælpe ved at angive troværdige kilder til de påstande, som fremføres i artiklen.